# Henryk Hoser
Henryk Hoser, né le 27 novembre 1942 à Varsovie, ville où il est mort le 13 août 2021, est un prélat catholique polonais, en poste au Rwanda de 1975 à 1996, archevêque-évêque du diocèse catholique de Varsovie-Praga de 2008 à 2017.

## Biographie
Henryk Hoser a été formé comme médecin avant de rejoindre les Pallottins en 1969 et d'y faire profession solennelle le 8 septembre 1970. Il est ordonné prêtre le 16 juin 1974.
Il effectue la première partie de son ministère comme missionnaire au Rwanda où il occupe différentes responsabilités, en particulier dans le champ sanitaire et médical. Pendant une dizaine d'années, il a également été supérieur régional des Pallottins au Rwanda.
En 1994, après la guerre civile et le génocide des Tutsis au Rwanda, en l'absence du nonce apostolique dans le pays, il est nommé visiteur apostolique. En 1996, il est élu supérieur général des Pallotins, et intègre le Conseil missionnaire de la Conférence des supérieurs majeurs en France.
Jean-Paul II l'appelle à Rome et le nomme archevêque titulaire de Tepelta (de), sous-secrétaire de la congrégation pour l’évangélisation des peuples et président des Œuvres pontificales missionnaires le 22 janvier 2005. Il reçoit la consécration épiscopale le 19 mai suivant des mains du cardinal Crescenzio Sepe, préfet de la congrégation, avec comme co-consécrateurs Stanisław Dziwisz et Thaddée Ntihinyurwa.
Le 24 mai 2008, le pape Benoît XVI le nomme évêque du diocèse de Varsovie-Praga avec rang d'archevêque à titre personnel. Il est membre du Présidium de la Conférence épiscopale polonaise et dirige l'équipe d'experts en bioéthique. Henryk Hoser est un opposant à la fécondation in vitro.
Le 11 février 2017, il est nommé par le pape François au poste d' « envoyé spécial du Saint-Siège pour Medjugorje ».
Il renonce à sa charge épiscopale le 8 décembre 2017. Romuald Kamiński, évêque coadjuteur du diocèse, lui succède.
De 2018 à sa mort, il est visiteur apostolique à Medjugorje (Bosnie-Herzégovine).
Il meurt le 13 août 2021 à Varsovie, après avoir été contaminé par la Covid-19.

## Succession apostolique
Henryk Hoser a ordonné les évêques suivants :
- Évêque Marek Solarczyk (pl) (2011)
- Évêque Jacek Grzybowski (pl) (2020)